# Велике Козаково
Велике Козако́во (рос. Большое Казаково) — село у складі Балейського району Забайкальського краю, Росія. Входить до складу Козаковського сільського поселення.

## Населення
Населення — 139 осіб (2010; 151 у 2002).
Національний склад (станом на 2002 рік):
- росіяни — 97 %